# Ada Maria Isasi-Diaz
Ada María Isasi-Díaz (22 de março de 1943 – 13 de maio de 2012) foi uma professora emérita de ética, e teologia na Universidade Drew, em Madison (New Jersey). Como teóloga hispânica, foi uma inovadora da teologia hispânica em geral, e espedificamente da 'teologia feminista'. Foi fundadora e co-diretora do Instituto Hispânico de Teologia da Universidade Drew.

## Primeiros anos e educação
Isasi-Díaz nasceu e cresceu na cidade de Havana, em Cuba, em uma família católica. Em 1960 colou grau na Academia Merici. Exilou-se nos EUA, como refugiada política no início da década de 1960. Entrou para a Ordem de Santa Úrsula e obteve grau universitário pela College of New Rochelle, na cidade de New Rochelle, Estado de Nova Yorque. Em 1967, já com seus votos religiosos, viajou à cidade de Lima, no Peru, como missionária durante três anos. Regressando aos Estados Unidos em 1969, atuou como professora do ensino médio durante vários anos, no Estado de Luisiana, depois viveu na Espanha por uma ano e meio, antes de retornar aos Estados Unidos. Instalou-se em Rochester, Estado de Nova Iorque, onde obteve um mestrado em Artes e em História Medieval, pela SUNY Brockport. Em 1983 continou seus estudos de pós-graduação no, no seminário calvinista Seminário da União Teológica, na cidade de Nova Iorque, onde obteve seu segundo mestrado em teologia, e depois, em 1990, seu doutorado doutorado, com concentração em ética cristã. 

## Carreira profissional
Seus estudos e sua participação no movimento teológico feminista levaram-na a começar o desenvolvimento de uma teologia que parte do ponto de vista das mulheres latinas nos Estado Unidos, o que a levou ao desenvolvimento de uma teologia feminista. Esse trabalho inclui suas experiências religiosas, suas experiências práticas (empíricas) e as respostas para as lutas da vida diária dessas mulheres. Bem cedo em sua ação profissional, Ada envolveu-se fortemente no movimento do Sacramento da Ordem Feminina, dentro da Igreja Católica. De 1991 a 2012, foi aluna, e depois docente, na Faculdade das Escolas Teológicas, e no programa de pós-graduação da Universidade de Drew. Também foi membro juramentado e colaboradora ocasional da On Faith, discussões on-line dos meios de comunicação Washington Post e Newsweek. 
Em 2007 converteu-se em pastora de uma paróquia, depois que as autoridades da Arquidiocese de Nova Iorque  fecharam a paróquia Nossa Senhora dos Anjos, na região de East Harlem, onde ela oferecia atendimento enquanto estava no Seminário.  Um grupo de paroquianos devotos começou a realizar manifestações e reuniões de oração do lado de fora do edifício, e com o tempo, o grupo converteu-se em uma Instituição, no bairro em que ela foi líder e pronunciava seus sermões. Em março de 2012, foi convidada para ser oradora principal no Vanderhaar Symposium da universidade do Instituto  Irmãos das Escolas Cristãs, em La Salle en Reims , mas o convite foi cancelado devido a seu apoio à permissão de mulheres no sacerdócio católico, e porque ela consagrou, em uma ceremônica religiosa, um casamento igualitário (sendo um dos noivos seu sobrinho) na Igreja Unitarista de Washington em 2009.

## Morte
Ada faleceu de câncer, na cidade de Nova Iorque, em 13 de maio de 2012, tendo recebido a unção dos enfermos, aos 69 anos.  Sua missa de réquiem foi realizada na Igreja Católica do Apóstolo Santo Tomás, em Miami, Flórida no dia 19 de maio de 2012. Nesse mesmo dia foi sepultada no Cemitério Nossa Senhora da Piedade.

## Honras
- 2006: recebeu título de Doutora honoris causa em Teologia  pela Colgate University.[6][7]

- Entre 1998 e 2004: foi professora visitante no Seminário Evangélico de Teologia na cidade de Matanças, em Cuba[8]

- Em 1994 recebeu o sétimo prêmio anual Virgilio Elizondo (oferecido pela Academia de Teólogos Católicos Hispânicos dos Estados Unidos) por sua excelência na reflexão teológica sobre a realidade dos hispanos/latinos residentes noquele país.

- Foi uma dos vinte e seis intelectuais contemporâneos presentes na série de vídeos 'Questões de fé II' e 'Faces da fé', produzidos por UMCom e a paróquia Trinidad, de Nova Iorque.[8]

## Algumas publicações
- ada maría Isasi-Díaz, fernando f. Segovia (eds.) Hispanic/Latino Theology: Challenge and Promise. Fortress Press, 2006

- La lucha continues: Mujerista Theology. Orbis Books, 270 pg. ISBN 1-57075-557-4, ISBN 978-1-57075-557-6 2004

- En la lucha/In the Struggle: Elaborating a Mujerista Theology. Décima edição, Fortress Press, 252 pg. ISBN 1-4514-0342-9, ISBN 978-1-4514-0342-8 2003, disponível on line

- Camino a Emaus (the Road to Em). Sacra Pagina Series. Com Timothy M. Matovina, Nina M. Torres-Vidal. Editor Liturgical Press, 105 pg. ISBN 0-8146-2956-3, ISBN 978-0-8146-2956-7 2003 disponível on-line.

- Ada Maria Isasi-Diaz and Mujerista Theology: An Analysis and Critique. Com Susan Mae Clark. Editor Christian Theological Seminary (Indianápolis, Ind.) 232 pg. 2000

- Mujerista Theology: A Theology for the 21st Century. Orbis Books, 210 pg. ISBN 1-57075-081-5, ISBN 978-1-57075-081-6 1996

- Women of God, women of the people. Editor Chalice Press, 59 pg. ISBN 0-8272-4233-6, ISBN 978-0-8272-4233-3 1995

- ada maría Isasi-Díaz, yolanda Tarango. Hispanic Women: Prophetic Voice in the Church. Edición reimpresa de Fortress Press, 123 pp. ISBN 0-8006-2611-7, ISBN 978-0-8006-2611-2 1992

- Petition from Ada Maria Isasi-Diaz, Associate Geral Diretor, Church Women United, New York, Concerning the Trust Territory of the Pacific Islands. Contribuiu Church Women United (New York). Ed. ONU, 1 pg. 1987

- La mujer hispana: voz profética en la iglesia de los Estados Unidos. Vol. 28 de Relatórios de Pro Mundi Vita América Latina. Ed. Pró mundi vita, 27 pg. 1982

## Links externos
- (em ) - em VIAF 60568509

- Site da Faculdade da Drew University (em inglês )

- (em ) - em VIAF sua localização 60568509